# Wenn das der Führer wüsste
Die umgangssprachliche Redewendung „Wenn das der Führer wüsste“ stammt aus der Zeit des Nationalsozialismus und beschrieb den Glauben vieler Deutscher während dieser Zeit, dass unangenehme Dinge vor allem von Vertretern der NSDAP und Beamten absichtlich vor dem Führer und Reichskanzler Adolf Hitler verschwiegen wurden und dass der Führer, wenn er denn nur von diesen Vorgängen erführe, diese sicher schnell in Ordnung bringen würde.
Erste Belege für diese Denkweise finden sich bereits in der Frühphase des Dritten Reiches, so nach dem Röhm-Putsch im Sommer 1934. Der Führer müsse wohl endlich von den unerträglichen Zuständen erfahren haben und habe deren Verursacher unverzüglich und schonungslos ausgemerzt. In den Monaten danach schien sich diese Denkweise zu verfestigen. Wenn der Führer sich nicht um Missstände kümmerte, dann könne er nichts davon wissen, vermutlich weil er von seinen Untergebenen nicht informiert wurde.
In der Aussage manifestierte sich auch der Glaube an die „Unfehlbarkeit“ des Führers. Man differenzierte stark zwischen der verklärten Person des mythisch überhöhten Hitlers und der Partei mit deren unfähigen und radikalen Vertretern, denen viele Deutsche kritisch bis ablehnend gegenüberstanden.